# Villa María
Villa María je město nacházející se v provincii Córdoba v Argentině. Leží v centrální části provincie, která se sama nachází uprostřed Argentiny. Při sčítání lidu v roce 2010 mělo město 79 351 obyvatel bez předměstí a 98 169 obyvatel včetně předměstí a je třetím největším městem v provincii. Rozkládá se na levém břehu řeky Tercero. Založeno bylo v roce 1867 a je pojmenováno po Panně Marii, která je jeho patronkou.